# Збори ОСББ (фільм)
«Збори ОСББ» — український комедійний фільм 2024 року режисера Дмитра Шмурака від студії Мамахихотала.

## Сюжет
Напередодні новорічних свят жителі звичайного багатоквартирного будинку збираються, щоб обговорити купівлю спільного генератора. Однак сусіди, які місяць не могли узгодити колір фарби для лавок, не здатні порозумітися в цьому питанні й поготів. Тож старі конфлікти переростають у непримиренне протистояння. Чи зможуть сусіди перебороти чвари й хоча б раз у житті об'єднатися?

## В ролях
- Євген Янович — Тарас
- Олександр Рудинський  — Антон
- Антоніна Хижняк  — Юля
- Ольга Сумська  — Ірина
- Михайло Кукуюк  — Гріша
- Марія Рудинська  — Оксана
- Ангеліна Самчик  — Надя
- Михайло Лебіга  — Кирило
- Ігор Портянко  — Павло
- Ніна Набока  — Галина Василівна
- Віктор Жданов  — Семен Іванович